# Шиндалово
Шиндалово — посёлок в Кирилловском районе Вологодской области. Административный центр Алёшинского сельского поселения.
С точки зрения административно-территориального деления входит в Алёшинский сельсовет.
Расстояние до районного центра Кириллова по автодороге — 13,5 км. Ближайшие населённые пункты — Крапивино, Шексна, Иванов Бор, Шаврово, Щетинино, Поповская.
По переписи 2002 года население — 245 человек (116 мужчин, 129 женщин). Преобладающая национальность — русские (96 %).